# Parlamentní volby v Kamerunu v roce 1973
Parlamentní volby v Kamerunu se konaly 18. května 1973. Byly prvními volbami od vyhlášení nové kamerunské ústavy schválené v referendu v roce 1972. Země byla v té době státem jedné strany, kdy jedinou legální stranou v Kamerunu byl Kamerunský národní svaz. O místo na volební kandidátce se ucházelo 2 600 lidí. Nakonec bylo na kandidátku vybráno 120 osob. Tento počet odpovídal počtu dostupných křesel v Národním shromáždění. Podle oficiálních výsledků byla volební účast 98,4 %.

## Volební výsledky
| Politická strana                    | Hlasy     | %       | Mandáty |
| ----------------------------------- | --------- | ------- | ------- |
| Kamerunský národní svaz             | 3 293 428 | 100 %   | 120     |
| Celkem                              | 3 293 428 | 100 %   | 120     |
|                                     |           |         |         |
| Platných hlasů                      | 3 293 428 | 99,95 % |         |
| Neplatných hlasů                    | 1 577     | 0,05 %  |         |
| Celkem hlasů                        | 3 295 005 | 100 %   |         |
| Registrovaných voličů/volební účast | 3 348 989 | 98,39 % | .       |